# Base aérienne de Tin City
L'aéroport de Tin City  est un aéroport militaire situé à environ 2 kilomètres à l’est de l’emplacement historique de Tin City, dans la région de recensement de Nome de l’État américain de l’Alaska. Il appartient à l’armée de l’air américaine.

## Présentation
L’aéroport de Tin City est une piste d’atterrissage militaire de la United States Air Force. Sa mission est de fournir au personnel un accès à la Tin City Long Range Radar Site (en) pour l'entretien des équipements et d'autres besoins.
La piste d'atterrissage a été construite en 1951 lors de la construction de la Tin City Air Force Station. Au cours de son utilisation opérationnelle en tant que station radar habitée, la station assurait le transport du personnel de la station ainsi que le transport des fournitures et du matériel à destination de celle ci. Avec la fermeture de la station radar habitée en 1983, la piste d’atterrissage donne maintenant accès au site laissé sans surveillance au personnel de maintenance.
Il n’est composé d’aucun personnel d’appui et n’est pas ouvert au public. En hiver, il peut être inaccessible en raison des conditions météorologiques extrêmes du lieu. Toutefois, un service aérien commercial est disponible pour les militaires à bord de Bering Air.

## Installations et avions
L’aéroport possède une piste 16/34 en gravier de 1 433 x 30 m. Pour la période de 12 mois se terminant le 9 juillet 1980, l’aéroport comptait 350 activités d'aéronefs: 57% en taxi aérien, 29% en aviation générale et 14% en service militaire.

## Compagnies aériennes et destinations
| Compagnies | Destinations |
| ---------- | ------------ |
| Bering Air | Nome         |